# Nelson Henríquez
Nelson Antonio Osorio Montero (Maracaibo, Estado Zulia, 27 de enero de 1944 - Miami, Florida, Estados Unidos, 3 de marzo de 2014), más conocido como Nelson Henríquez, fue un cantautor, músico y compositor colombovenezolano

## Historia
Nelson Henríquez, nacido en Maracaibo, capital del estado Zulia, grabó su primer sencillo cuando tenía tan sólo 16 años. Posterior a esto integró desde noviembre de 1966 a la orquesta Billo's Caracas Boys y allí participó como cantante de boleros, sustituyendo a José Luis Rodríguez El Puma. Por un tiempo también tuvo participación en la orquesta de Chucho Sanoja, en la Orquesta La Playa y en el Super Combo Los Tropicales.
Gracias a sus más de cuarenta años de carrera, Nelson Henríquez visitó numerosos países de América y de Europa de esta manera obtuvo una gran popularidad y ésta se ve reflejada en las festividades latinoamericanas en las que fue categorizado como un ícono de la música bailable-tropical. 
En Colombia este gran artista fue proclamado por la popularidad de sus interpretaciones allí, donde ganó algunos premios de la Feria de Cali como también en el Carnaval de Barranquilla. Sus producciones han sido clasificadas en discos de Oro y Platino. Fue también en Colombia donde se nacionalizó luego de sus éxitos para las verbenas populares.

## Canciones
Dentro de sus interpretaciones más reconocidas podemos encontrar:
- Engañadora
- Bonita
- Quisiera y no quisiera
- Muchacha de quince años (Muchacha quinceañera)
- Cualquiera Va
- La tinajita
- Festival vallenato
- Mi vieja Barranquilla
- A Medellín
- Espiga de Amapola
- La cometa
- Zaguate cumbia
- Nube viajera
- Mentirosa
- El Baión de Madrid
- El pergamino
- Mi delirío
- Toros y corraleja
- Tu crees que es así
- El desahuciado
- Dame tu amor
- Amárrate la cinta
- Playa blanca
- Playa colorá
- La arañita
- Mi cuña
- Mosaico nro 4
- Mosaico nro 5
- Compadre manuel
- Uno para todos
- Pa Barranquilla
- La misión de Rafael
- Fiesta en la bahía
- Comadre Consuelo

## Muerte
Nelson Henriquez falleció el lunes 3 de marzo del 2014 en Miami Estados Unidos, debido a un cáncer de pulmón que presentaba sistemáticamente.
Antes de morir, el artista ya había planeado ir al Carnaval de Barranquilla, festival celebrado en Barranquilla, Colombia, pero debido a sus problemas de salud tuvo que posponerlo.

## Congos de Oro
Otorgado en el Festival de Orquestas del Carnaval de Barranquilla:
| Año  | Trabajo nominado | Categoría | Resultado |
| ---- | ---------------- | --------- | --------- |
| 1973 | Nelson Henríquez | Orquesta  | Ganador   |
| 1975 | Nelson Henríquez | Orquesta  | Ganador   |